# Armando Latini
Armando Latini (Roma, 20 de mayo de 1913-Roma, 20 de mayo de 1966) fue un deportista italiano que compitió en ciclismo en la modalidad de pista. Participó en los Juegos Olímpicos de Berlín 1936, obteniendo una medalla de plata en la prueba de persecución por equipos.

## Medallero internacional
| Juegos Olímpicos | Juegos Olímpicos  | Juegos Olímpicos | Juegos Olímpicos        |
| Año              | Lugar             | Medalla          | Competición             |
| ---------------- | ----------------- | ---------------- | ----------------------- |
| 1936             | Berlín (Alemania) | Medalla de plata | Persecución por equipos |